# Bach Mag
Bach Mag was een Vlaamse televisiedocumentairereeks rond klassieke muziek die in 1998 en 1999 op Canvas werd uitgezonden. Het was een biografische reeks waarin elke aflevering een componist centraal stond. De presentatie was in handen van Chris Dusauchoit.  

## Concept
"Bach Mag" bestond uit twee seizoenen van telkens 13 afleveringen die ieder een half uur duurden. Elke episode werd op zondagavond om 20.30u uitgezonden en draaide rond het leven en het werk van één klassieke componist. Het programma was echter geen duffe geschiedenisles. Presentator Chris Dusauchoit en zijn team hanteerden een luchtige en flitsende aanpak. Alles werd op dezelfde wijze gepresenteerd en gemonteerd als een videoclipprogramma. Als Dusauchoit iemand interviewde maakte hij gebruik van de steadycamcamera om vanuit de losse pols te filmen. Sfeerbeelden werden op de melodie van klassieke muziekfragmenten gemonteerd. De serie liet ook scènes uit de populaire cultuur met klassieke muziek op de soundtrack zien, zoals reclamespots (in de rubriek "Boodschap Zonder Algemeen Nut") en filmscènes (in de rubriek "Het Zakdoekmoment").
Dusauchoit maakte ook grapjes en vertelde interessante weetjes. Oude schilderijen en foto's van componisten werden via knip-en plak-animatie à la Monty Python op amusante wijze afgespeeld op de achtergrond terwijl Dusauchoit praatte. Zijn bindteksten waren speels, humoristisch en maakten gebruik van rijm en turbotaal, zoals: "Volgens tijdgenoten was Beethoven als een dansende derwisj die een xtc-pilletje te veel heeft genomen". . Een wekelijks item was "Moens Moet", waarin muziekcriticus Stephan Moens per componist diens essentiële stukken opsomde, duidde en hierbij ook specifieke cd-opnames aanraadde. De rubriek "Kritisch Kruithof" was dan weer het tegenovergestelde: auteur Jaap Kruithof plaatste kritische kantlijnen bij het verheven imago van de componist van de week. De reeks liet verder ook bekende klassieke muzikanten, zoals Nicolaus Harnoncourt, Elzbieta Szmytka, Michael Tilson Thomas,... aan het woord, evenals medewerkers aan klassieke muziekproducties. Ook interviewde Dusauchoit wekelijks een Bekende Vlaming die fan was van een bepaalde componist.

## Ontvangst
Vanwege haar speelse, frisse en moderne aanpak had "Bach Mag" zowel haar voor- als tegenstanders. Dusauchoit was om te beginnen niet iemand die bekendstond als een expert inzake klassieke muziek. Hij had bovendien voornamelijk voor de radio gewerkt en dan nog voor een rockzender: Studio Brussel. Dat hij bovendien openlijk toegaf dat hij de ernstige toon die er rond klassieke muziek hangt wou afhalen stootte heel wat volleerde kenners van het genre tegen de borst. Het programma was echter eerder bedoeld als kennismaking voor beginners. In 1998 won "Bach Mag" de Prix Italia.

## "Bach Mag" in andere mediavormen
Radio 3 (tegenwoordig Klara) liet in haar programma "Bruggen en Wegen" dagelijks achteraf tussen 18.30 en 20.00u de integrale uitvoeringen van de composities die in "Bach Mag" aan bod kwamen horen.
Er werd ook een cd uitgebracht,"Bach Mag - Le Choix de Dusauchoit", waarop Dusauchoit zijn favoriete klassieke muziekstukken had gecompileerd.